# Pic meunier
Mulleripicus pulverulentus
Espèce
Statut de conservation UICN

 VU A2bc : Vulnérable
Le Pic meunier (Mulleripicus pulverulentus) est une espèce d'oiseaux de la famille des Picidae, dont l'aire de répartition s'étend à travers l'Himalaya et une grande partie d'Asie du Sud-Est.

## Répartition

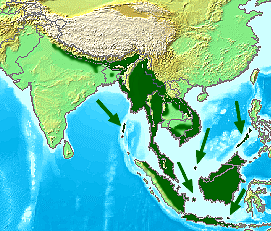
répartition

## Liste des sous-espèces
D'après la classification de référence (version 5.1, 2015) du Congrès ornithologique international, cette espèce est constituée des sous-espèces suivantes :
- Mulleripicus pulverulentus harterti Hesse, 1911
- Mulleripicus pulverulentus mohun Ripley, 1950
- Mulleripicus pulverulentus pulverulentus (Temminck, 1826)